# Babylotse
Babylotse ist ein bundesweit in Geburtskliniken und Arztpraxen verbreitetes Präventionsprogramm zum vorbeugenden Kinderschutz und zur frühen Gesundheitsförderung von Kindern. Initiator ist die Stiftung Familienorientierte Nachsorge Hamburg SeeYou.
Der Nachfrage von psychosozialer Unterstützung von Familien wächst stetig. Dabei gilt der Zeitraum von Schwangerschaft, Geburt und früher Kindheit als psychosozial besonders kritische Lebenslage. Mit den Frühen Hilfen haben sich seit 2012 lokale und regionale Unterstützungssysteme für Eltern mit Kleinkindern von 0 bis 3 Jahren herausgebildet. Trotz überzeugender Forschungsergebnisse zur Effektivität und Effizienz von Frühen Hilfen gelingen Früherkennung und Intervention in der Praxis nicht hinreichend. Lotsendienste nach dem Modell Babylotse systematisieren die Überleitung von Familien aus dem Gesundheitssystem heraus in das Netz der Frühen Hilfen und andere soziale Sicherungssysteme. Kern ist die Lotsenfunktion zum Finden und Nutzen der passenden Einrichtungen. Lotsen sind in Geburtskliniken sowie vereinzelt in gynäkologischen und pädiatrischen Arztpraxen tätig.

## Ziele und Zielgruppen
Ziel des Programms Babylotse ist die Förderung einer gesunden Kindesentwicklung, unabhängig von der psychosozialen Belastungssituation in der Familie. Das Programm richtet sich an junge Familien im Zeitraum Schwangerschaft, Geburt und frühe Kindheit. Speziell qualifizierte Babylotsen beraten Familien in Geburtskliniken sowie pädiatrischen und gynäkologischen Arztpraxen, um frühzeitig psychosoziale Belastungen zu erkennen und eine erfolgreiche Vermittlung an geeignete Hilfen zu ermöglichen. Das Angebot ist für die Familien freiwillig und kostenlos.
Die Stiftung unterstützt in ganz Deutschland Geburtskliniken, Arztpraxen, Jugendhilfeträger und Kommunen bei der Einführung von Lotsendiensten nach dem Modell Babylotse. Die von SeeYou mitinitiierte Bundesarbeitsgemeinschaft BAG Gesundheit & Frühe Hilfen hilft politischen Entscheidungsträgern, die Notwendigkeit von Lotsensystemen aus dem Gesundheitssystem in andere soziale Sicherungssysteme zu verstehen und setzt sich für eine Regelfinanzierung dieser Leistung ein.

## Leistungen und Wirkung
Babylotsen führen Aufgaben und Leistungen des Gesundheitssystems, der Sozialhilfe sowie der Kinder- und Jugendhilfe im Sinne eines Case Managements zusammen. Sie vermeiden so unklare Strukturen und Dopplungen im Hilfesystem, die regelhaft zu einer noch größeren Verunsicherung der Familien führen und unnötige Kosten verursachen.
Babylotsen sind typischerweise Sozialpädagogen, in Einzelfällen auch Hebammen, Familienhebammen, Kinderkrankenschwestern oder Vertretern vergleichbarer Berufsgruppen mit Zusatzqualifikation. Sie unterstützen Familien in hochsensiblen und gleichzeitig hochriskanten Lebensphasen effektiv und effizient bei der Bewältigung von Alltagsproblemen sowie bei Erziehungsaufgaben und bei der Lösung von Konflikten und Krisen. Das Spektrum reicht dabei von der Klärung formaler Fragen wie Geburtsanmeldung oder Beantragung von Elterngeld über Sorgen und Ängste rund um die Geburt und das Leben mit einem Neugeborenen bis hin zu existenziellen Problemen wie ungeklärtem Aufenthaltsstatus, Wohnungslosigkeit oder Gewalt in der Partnerschaft. Sie verfügen über Expertenwissen bezüglich des örtlichen Netzwerkes und können Familien somit effektiv in geeignete, wohnortnahe Unterstützungsangebote überleiten.
Das Programm führt nachweislich zu einer früheren und stabileren Inanspruchnahme Früher Hilfen. Ein positiver Effekt auf die Eltern-Kind-Beziehung und letztlich auf die kindliche Entwicklung wird postuliert. Untersuchungen belegen zudem eine signifikante Stärkung der Selbstwirksamkeitserwartung der Mütter.
Seit 2015 trägt das Programm Babylotse das Gütesiegel „WIRKT!“ von Phineo.

## Entstehung und Verbreitung
Das Programm wurde in Hamburg auf Initiative des Kinderarztes Dr. Sönke Siefert am Katholischen Kinderkrankenhaus Wilhelmstift entwickelt. Als erste Geburtsklinik hat 2007 das Katholische Marienkrankenhaus Hamburg das Programm eingeführt. Durch Beratungs- und Fortbildungsleistungen gelang eine Übertragung auf Standorte in ganz Deutschland. Zur Qualitätssicherung und -entwicklung dient ein bundesweiter Qualitätsverbund.
Babylotsen sind an über 100 Geburtskliniken in 13 Bundesländern aktiv. Darüber hinaus gibt es Lotsendienste in Arztpraxen, die nach dem Modell Babylotse arbeiten bzw. sich daran orientieren (Stand: 31. Dezember 2024). Aufgrund der sinkenden Zahl an Geburtskliniken im Zuge der Gesundheitsreform 2024 gehen Lotsendienste vereinzelt in kommunalen Strukturen bzw. in der ambulanten Versorgung durch Gynäkologen und Pädiater auf. Anstellungsträger sind häufig die Kliniken, in einigen Fällen sind die Babylotsen aber auch bei externen Trägern angestellt (z. B. bei einem anerkannten Träger der freien Jugendhilfe oder einem kommunalen Träger).
- Baden-Württemberg:
  - Bad Mergentheim: Caritas-Krankenhaus Bad Mergentheim
  - Lörrach: St. Elisabethen-Krankenhaus
  - Achern: Ortenau Klinikum Achern
  - Lahr: Ortenau Klinikum Lahr-Ettenheim
  - Kehl: Ortenau Klinikum Offenburg-Kehl
  - Öhringen: Hohenloher Krankenhaus gGmbH (Öhringen)

- Bayern:
  - Regensburg: (Babylotse in der Arztpraxis)
  - Würzburg: Universitätsfrauenklinik Würzburg

- Berlin:
  - DRK Kliniken Berlin Westend
  - Evangelisches Waldkrankenhaus Spandau
  - HELIOS Klinikum Berlin-Buch
  - Martin-Luther-Krankenhaus
  - Sana Kliniken Berlin-Brandenburg
  - St. Joseph Krankenhaus
  - Charité (Campus Virchow-Klinikum und Mitte)
  - Vivantes Klinikum Kaulsdorf
  - Vivantes Klinikum Neukölln
  - Vivantes Auguste-Viktoria Klinikum
  - Vivantes Klinikum am Urban (Kreuzberg)
  - Vivantes Klinikum im Friedrichshain
  - Caritas Klinikum Pankow (Maria Heimsuchung)
  - DRK Kliniken Köpenick
  - Evangelisches Krankenhaus Waldfriede
  - Gemeinschaftskrankenhaus Havelhöhe gGmbH
  - Sankt-Gertrauden-Krankenhaus
  - Vivantes Humboldt-Klinikum
  - Berlin (Babylotse in der Arztpraxis)

- Brandenburg:
  - Bad Saarow: Helios Klinikum Bad Saarow

- Bremen:
  - Krankenhaus St.-Joseph-Stift

- Hamburg:
  - Agaplesion Diakonieklinikum
  - Albertinen Krankenhaus
  - Asklepios Klinik Altona
  - Asklepios Klinik Barmbek
  - Asklepios Klinik Nord
  - Asklepios Klinik Wandsbek
  - Bethesda Krankenhaus
  - Ev. Amalie Sieveking-Krankenhaus
  - Marienkrankenhaus
  - HELIOS Mariahilf Klinik
  - Stiftung SeeYou (Babylotse in der Arztpraxis)

- Hessen:
  - Bad Homburg: Hochtaunus-Kliniken
  - Bad Soden: Kreiskrankenhaus Bad Soden
  - Eschwege: Klinikum Werra-Meißner
  - Frankenberg (Eder): Kreiskrankenhaus Frankenberg
  - Frankfurt: Bürgerhospital Frankfurt
  - Frankfurt: Hospital zum Heiligen Geist
  - Frankfurt: Klinikum Frankfurt Höchst
  - Frankfurt: Krankenhaus Sachsenhausen
  - Frankfurt: Universitätsklinikum
  - Frankfurt: St. Elisabeth-Krankenhaus
  - Frankfurt: (Babylotse in der Arztpraxis)
  - Fulda: HELIOS St. Elisabeth Klinik Hünfeld
  - Fulda: Klinikum Fulda
  - Fulda: Herz-Jesu-Krankenhaus Fulda gGmbH
  - Gelnhausen: Main-Kinzig-Kliniken
  - Hanau: Klinikum Hanau
  - Hanau: St. Vinzenz-Krankenhaus Hanau
  - Korbach: Stadtkrankenhaus Korbach
  - Limburg: St. Vincenz-Krankenhaus Limburg
  - Offenbach: Ketteler-Krankenhaus
  - Offenbach: Sana Klinikum
  - Rüsselsheim: GPR Klinikum
  - Schwalmstadt: Asklepios Klinikum Schwalmstadt
  - Fritzlar: Hospital zum Heiligen Geist
  - Wiesbaden: Helios Dr. Horst Schmidt Kliniken Wiesbaden
  - Wiesbaden: St. Josefs-Hospital
- Mecklenburg-Vorpommern:
  - Rostock: Klinikum Südstadt Rostock

- Niedersachsen:
  - Hameln: Sana-Klinikum
  - Hannover: DIAKOVERE Krankenhaus gGmbH (Friederikenstift und Henriettenstift)
  - Hannover: Klinikum Rübenberge
  - Hildesheim: Helios Klinikum
  - Hildesheim: St. Bernward Krankenhaus GmbH
  - Holzminden: (Babylotse in der Arztpraxis)
  - Nordhorn:  Euregio-Klinik Albert-Schweitzer-Straße GmbH
  - Osnabrück: Marienhospital
  - Osnabrück: Klinikum Osnabrück
  - Sozialdienst katholischer Frauen Cloppenburg (Babylotse in der Arztpraxis)
  - Sozialdienst katholischer Frauen Oldenburg (Babylotse in der Arztpraxis)
  - Sozialdienst katholischer Frauen Vechta (Babylotse in der Arztpraxis)

- Nordrhein-Westfalen:
  - Bochum: Augusta-Kranken-Anstalten
  - Bochum: St. Elisabeth Hospital
  - Castrop-Rauxel (Babylotse in der Arztpraxis)
  - Datteln: St. Vincenz-Krankenhaus
  - Dortmund: Knappschaftskrankenhaus Dortmund – Klinikum Westfalen
  - Dortmund: Klinikum Dortmund gGmbH
  - Dortmund: St.-Johannes-Hospital
  - Dortmund: St.-Josefs-Hospital
  - Düren: St. Marien-Hospital
  - Düsseldorf: Marien-Hospital Düsseldorf
  - Gelsenkirchen: Marienhospital Gelsenkirchen
  - Hagen: Agaplesion Allgemeines Krankenhaus Hagen
  - Hamm: Evangelisches Krankenhaus Hamm GmbH
  - Hamm: St. Barbara-Klinik Hamm-Heessen
  - Herford: Mathilden Hospital Herford
  - Herford:  Kreiskliniken Herford-Bünde (AöR) - Klinikum Herford
  - Leverkusen: Klinikum Leverkusen
  - Münster: Clemenshospital Münster
  - Münster: St. Franziskus-Hospital
  - Münster: Universitätsklinikum Münster

- Sachsen:
  - Chemnitz: DRK-Krankenhaus Chemnitz-Rabenstein
  - Chemnitz:  Klinikum Chemnitz gGmbH

- Sachsen-Anhalt:
  - Aschersleben: AMEOS Klinikum Aschersleben-Staßfurt
  - Halle: Krankenhaus St. Elisabeth und St. Barbara Halle
  - Lutherstadt Wittenberg: Ev. Krankenhaus Paul Gerhardt Stift
  - Lutherstadt Wittenberg: Johannesstift Diakonie Lutherstadt Wittenberg
  - Sangerhausen:  Helios Klinik Sangerhausen
  - Stendal: Johanniter-Krankenhaus GmbH

- Thüringen:
  - Gera: SRH Wald-Klinikum
  - Saalfeld-Rudolstadt: Thüringen-Kliniken gGmbH
  - Sömmerda: (Babylotse in der Arztpraxis)

## Kindzentrierte Psychosoziale Grundversorgung im Ambulanten Sektor (KID-PROTEKT)
Das vom Innovationsfonds des G-BA geförderte Projekt KID-PROTEKT (Projektlaufzeit 09/2018 – 08/2021) wurde in zwölf Frauenarztpraxen und elf Kinder- und Jugendarztpraxen in Hamburg und der Metropolregion (Niedersachsen, Schleswig-Holstein) umgesetzt. Ziel war eine bessere Unterstützung von Schwangeren und Eltern in schwierigen Lebensumständen. Basierend auf den Erkenntnissen aus dem Programm Babylotse wurden die bestehenden Vorsorgeuntersuchungen um eine psychosoziale Belastungsanamnese erweitert. Eine in der Arztpraxis systematisch durchgeführte psychosoziale Belastungsanamnese konnte helfen, Belastungsfaktoren und damit potenzielle Risikofaktoren, die eine gesunde Kindesentwicklung gefährden können, frühzeitig zu erkennen. Hierfür wurden die bestehenden Routineuntersuchungen zur Schwangerenvorsorge bzw. zur Früherkennung von Krankheiten bei Kindern und Jugendlichen gezielt um Fragen zur psychosozialen Situation erweitert. Bei erkennbarem Unterstützungsbedarf erhielten Familien Empfehlungen zur Inanspruchnahme regionaler Hilfsangebote sowie Informationsmaterial. Bei komplexeren Problemlagen konnte es hilfreich sein, dass eine sozialpädagogische Fachkraft mit Lotsenfunktion die weitere Klärung von Anliegen übernahm, die Familie begleitete und an wohnortnahe Hilfsangebote überleitete. Grundlage war eine umfassende Qualifizierung des medizinischen Fachpersonals in der Früherkennung psychosozialer Belastungen sowie im Themenfeld Frühe Hilfen.
In der begleitenden wissenschaftlichen Evaluation durch das Universitätsklinikum Hamburg-Eppendorf, in die über 9.000 Schwangere bzw. Familien eingeschlossen wurden, wurde untersucht, über welchen Weg die Vernetzung am besten gelingt. Verglichen wurden die Ergebnisse aus drei Studienarmen: Im ersten Interventionsarm erfolgte die psychosoziale Belastungsanamnese und Vermittlung von Hilfen ausschließlich durch das spezifisch qualifizierte Praxispersonal (Qualified Treatment). Im zweiten Interventionsarm wurde zusätzlich eine Lotsensprechstunde einer sozialpädagogischen Fachkraft – einer Babylotsin – in der Praxis angeboten (Supported Treatment). Der dritte Studienarm repräsentierte die Kontrollgruppe (Treatment as usual) und bildete die aktuelle Regelversorgung ab.
Auf dieser Datenbasis wurde unter Einbindung eines interdisziplinär besetzten Fachbeirats ein Best-Practice-Ansatz für ein geeignetes Struktur-, Prozess- und Vergütungsmodell sowie zentrale Qualitätskriterien beschrieben. Dieser bildete die Grundlage für eine mögliche Überführung in die Regelversorgung mit dem Ziel einer definierten und abrechenbaren Leistung im Gesundheitssystem auf der einen und in der Jugendhilfe auf der anderen Seite. Die Ergebnisse der Studie wurden im November 2021 veröffentlicht.

## Wissenschaftliche Grundlagen
Die konzeptionelle Entwicklung des Programms beruht auf den Erkenntnissen von Studien, die sich mit den Ursachen von Kindesvernachlässigung auseinandergesetzt haben. Die Betrachtung der Vernachlässigungsfälle der Vergangenheit konzentriert sich zunehmend auf die Bedeutung der familiären Lebensumstände und ihre Auswirkungen auf die Entwicklung der Kinder. Weiter bezieht sich die Idee des Programms auf Erkenntnisse der Mannheimer Längsschnittstudie sowie des Düsseldorfer Programms „Zukunft für Kinder“. Die dort erkannten Risiko- und Schutzfaktoren wurden im Programm beachtet und evaluiert.

## Gesetzliche Grundlagen
Das Präventionsgesetz sieht eine Weiterentwicklung der Kindervorsorgeuntersuchungen zu präventionsorientierten Gesundheitsuntersuchungen einschließlich einer präventionsorientierten Beratung vor. Mit Hinweisen auf örtliche und regionale Unterstützungs- und Beratungsangebote für Familien und Kinder mit besonderem Unterstützungsbedarf sollen ab der Früherkennungsuntersuchung U2 frühzeitig passgenaue Angebote zur Prävention im medizinischen und sozialen Bereich vermittelt werden. Basis hierfür ist eine umfassende Belastungsanamnese, die seit der Neustrukturierung der Kinder-Richtlinie durch den Gemeinsamen Bundesausschuss 2016 ein regelhaftes Element der Früherkennungsuntersuchungen darstellt. Das Gesetz sieht außerdem eine Beratung zu regionalen Unterstützungsangeboten bereits im Rahmen der Schwangerenvorsorge vor. Mit der Implementierung des Programms Babylotse in der Geburtsklinik und in Frauenarztpraxen wird diesem Vermittlungsauftrag Rechnung getragen. Neben dem Bundeskinderschutzgesetz haben einzelne Bundesländer (Rheinland-Pfalz, Hamburg) in ihren Landeskrankenhausgesetzen entsprechende gesetzliche Rahmenbedingungen für die Akteure im Gesundheitswesen geschaffen.

## Auszeichnungen
Das Programm ist mehrfach ausgezeichnet u. a. mit dem KKVD Sozialpreis (2015), dem Charity Award des Springer Medizin Fachverlags (2015) und dem Preis für Gesundheitsnetzwerker (2016). Im Dezember 2018 wurden die Babylotsen Hamburg mit dem Yagmur Erinnerungspreis „Zivilcourage im Kinderschutz“ ausgezeichnet.

## Wissenschaftliche Veröffentlichungen
- Caritas-Studie zu Babylotsen: Eine wahre Hilfe für junge Familien und in der Pandemie noch mehr gebraucht. Babylotsenprogramme müssen erweitert und verstetigt werden, 10. Juni 2021
- „Babylotse Frankfurt am Main“ – Prävention von Anfang an, 2021